# 방수방해죄
방수방해죄(防水妨害罪)는 수재(水災)에 있어서 방수용의 시설 또는 물건을 손괴 또는 은닉하거나 기타의 방법으로 방수를 방해하는 죄. '수재에 있어서'는 침해(侵害)의 위험 있는 상태가 발생되었을 경우를 말하며 그 원인이 일수(溢水)이든 과실일수이든 불문한다.